# Voderady
Voderady é um município da Eslováquia, situado no distrito de Trnava, na região de Trnava. Tem 14,15 km² de área e sua população em 2019 foi estimada em 1588 habitantes.

## Demografia
| Ano:        | 1994 | 2004   | 2014   | 2024    |
| ----------- | ---- | ------ | ------ | ------- |
| Broj ljudi: | 1249 | 1330   | 1446   | 1783    |
| Razlika:    |      | +6,48% | +8,72% | +23,30% |

| Ano:               | 2023 | 2024   |
| ------------------ | ---- | ------ |
| Número de pessoas: | 1754 | 1783   |
| Diferença:         |      | +1,65% |